# Making Movies
Making Movies je treći album britanskog rock sastava Dire Straits, izdan 1980. godine.

## Povijest
Naziv albuma dolazi od stiha iz pjesme "Skateaway". Časopis Rolling Stone mu je na svom pregledu "100 najboljih albuma 80-ih" dodijelio 52. mjesto. Making Movies je bio najprodavaniji album 1981. godine u Italiji s milijun prodanih primjeraka, dok je u Europi prodano 3,8 milijuna primjeraka.
Album je digitalno obrađen i izdan 1996. godine s ostatkom kataloga Dire Straitsa u većini zemalja izvan SAD-a. Tamo je pušten u prodaju tek 19. rujna 2000. godine.
Album je u bivšoj SFR Jugoslaviji izašao cenzuriran. Izostavljena je bila pjesma "Les Boys" zbog homoseksualnog sadržaja.

## Popis pjesama
Sve pjesme je napisao Mark Knopfler, osim uvodnog dijela pjesme "Tunnel of Love" koji je preuzet iz mjuzikla Carousel Richarda Rodgersa i Oscara Hammersteina II.
1. "Tunnel of Love" – 8:08
2. "Romeo and Juliet" – 5:54
3. "Skateaway" – 6:18
4. "Expresso Love" – 5:04
5. "Hand in Hand" – 4:48
6. "Solid Rock" – 3:19
7. "Les Boys" – 4:07

## Osoblje
- Mark Knopfler: gitara, vokali
- John Illsley: bas-gitara, prateći vokali
- Pick Withers: bubnjevi, prateći vokali

#### Dodatno osoblje
- Roy Bittan: klavijature
- David Knopfler: gitara (nezabilježen na izdanju albuma)
- Sid McGinnis: gitara (nezabilježen na izdanju albuma)

## Glazbene liste
Album Making Movies je proveo 252 tjedna na glazbenoj listi Ujedinjenog Kraljevstva. U Australiji je bio peti najprodavaniji album 1981. godine. 

### Album
| Godina | Glazbena lista         | Pozicija |
| ------ | ---------------------- | -------- |
| 1980.  | Norveška               | 1.       |
| 1980.  | Švedska                | 4.       |
| 1980.  | Ujedinjeno Kraljevstvo | 4.       |
| 1980.  | Austrija               | 15.      |
| 1980.  | SAD                    | 19.      |
| 1981.  | Italija                | 1.       |
| 1981.  | Australija             | 6.       |

### Singlovi
| Godina | Pjesma             | SAD | Ujedinjeno Kraljevstvo |
| ------ | ------------------ | --- | ---------------------- |
| 1981.  | "Romeo and Juliet" | -   | #8                     |
| 1981.  | "Skateaway"        | #58 | -                      |
| 1981.  | "Tunnel of Love"   | -   | #54                    |